# Chrysis martinella
Chrysis martinella es una especie de avispa del género Chrysis, familia Chrysididae. Fue descrita por Buysson en 1900. Se encuentra en Afganistán, Argelia, Grecia, Líbano y Tayikistán.

## Subespecies
Se reconocen las siguientes:
- Chrysis martinella patrasensis Linsenmaier, 1968
- Chrysis martinella solox Semenov 1954